# Ammophorus insularis
Ammophorus insularis är en skalbaggsart som först beskrevs av Karl Henrik Boheman 1858.  Ammophorus insularis ingår i släktet Ammophorus och familjen svartbaggar. Inga underarter finns listade i Catalogue of Life.